# Gynacantha klagesi
Gynacantha klagesi är en trollsländeart som beskrevs av Williamson 1923. Gynacantha klagesi ingår i släktet Gynacantha och familjen mosaiktrollsländor. Inga underarter finns listade i Catalogue of Life.